# Château de Florac
Le château de Florac, situé à Florac en Lozère, est le siège du Parc national des Cévennes depuis 1976.

## Histoire

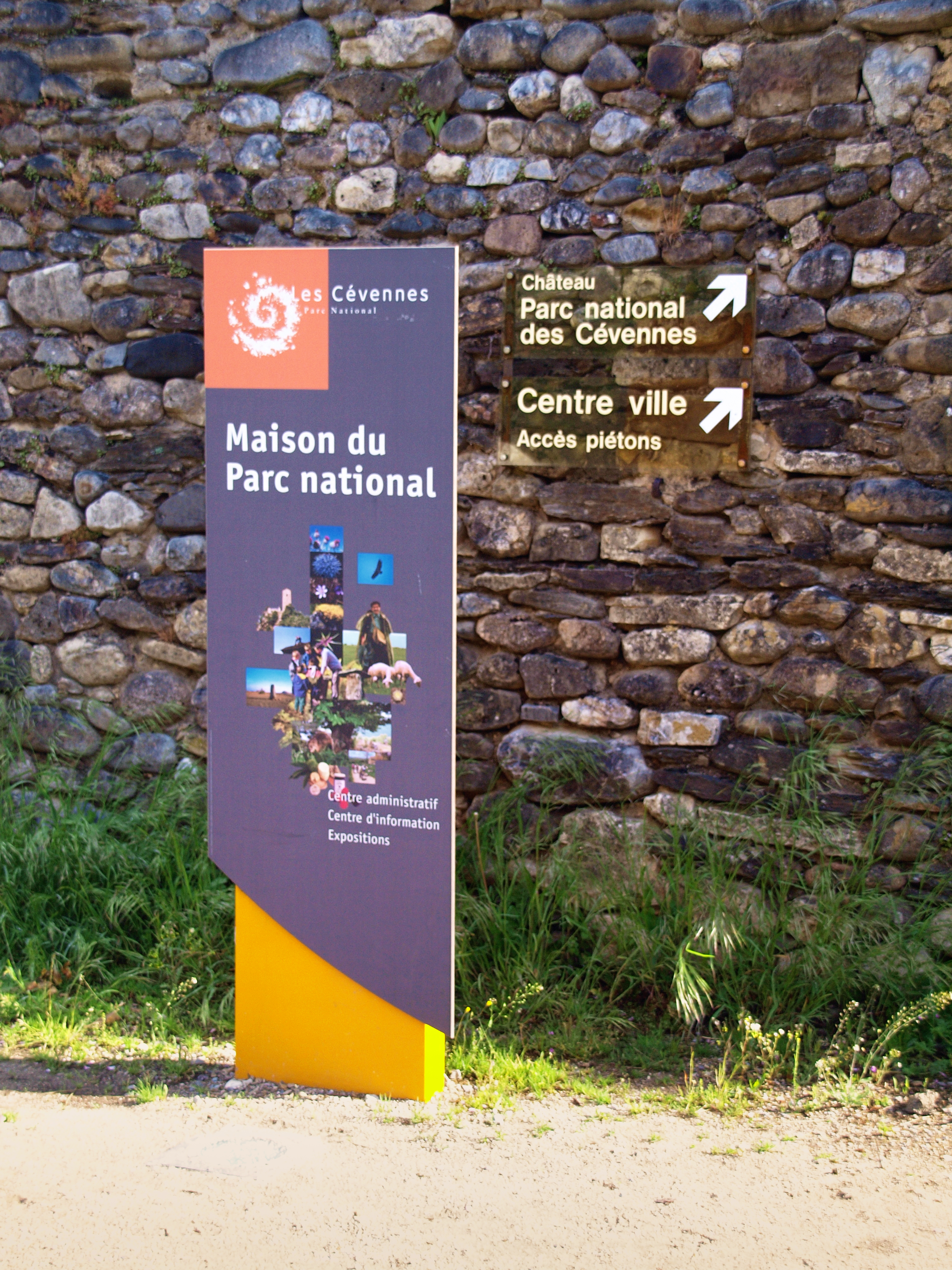
Maison du Parc

Au XIIIe siècle, le château dépendait d'abord de la baronnie d'Anduze qui régnait aussi sur Alès, Sauve et Sommières.
Raymond d'Anduze baron de Florac était seigneur de Chabrières, Montvert, Eschamassou (Montvaillant), Pierrefort (La Salle-Prunet), Saint-Laurent-de-Trèves, Castelbouc, Montbrun, Javillet, la Balme (Barre-des-Cévennes), Caodaze (Vébron), Moissac et Saint-Étienne-Valfrancesque. Lui-même rendait hommage à l'évêque de Mende.
À la fin du XIVe siècle, le seigneur de Florac cède la baronnie au seigneur de Ventadour, puissante famille du Limousin.
Au milieu du XVe siècle, et jusqu'au milieu du XVIe siècle, la famille de Poitiers Valentinois dont fait partie Diane de Poitiers, prend possession de Florac avant de céder la baronnie à la famille de La Mark (Ardennes) de Montmorency, de Valois. Ces derniers vendront la baronnie à François de Mirand, Trésorier général de France.
L'actuel château de Florac a été reconstruit en 1652, sur un mamelon de tuf, roche qui avec le calcaire, a été utilisée pour sa construction, sur le site de l'antique château féodal où siègeait l'une des huit baronnies du Gévaudan. Les barons de Florac étaient de la famille des seigneurs d'Anduze et avaient donc l'un de leurs châteaux principaux en ce lieu depuis le XIIIe siècle.
Au XVIIe siècle, pendant les guerres de Religion, le château est détruit. Il sera donc reconstruit en 1652. Au moment de la Révolution française, alors que plusieurs châteaux de la région sont détruits (principalement les possessions des évêques de Mende), celui de Florac servira de grenier à sel. Peu de temps après, en 1810, il sera vendu à l'État qui l'utilisera, et le transformera, comme prison et il en garde encore quelques vestiges (barreaux aux fenêtres, portes de cellules…).
Depuis 1976, le château est nouvellement utilisé puisqu'il est devenu le siège du parc national des Cévennes qui l'a restauré. Par ailleurs, il abrite une exposition permanente « Passagers du Paysage » : un espace scénographique moderne, interactif et quadrillingue (français, anglais, allemand, néerlandais).

## Galerie

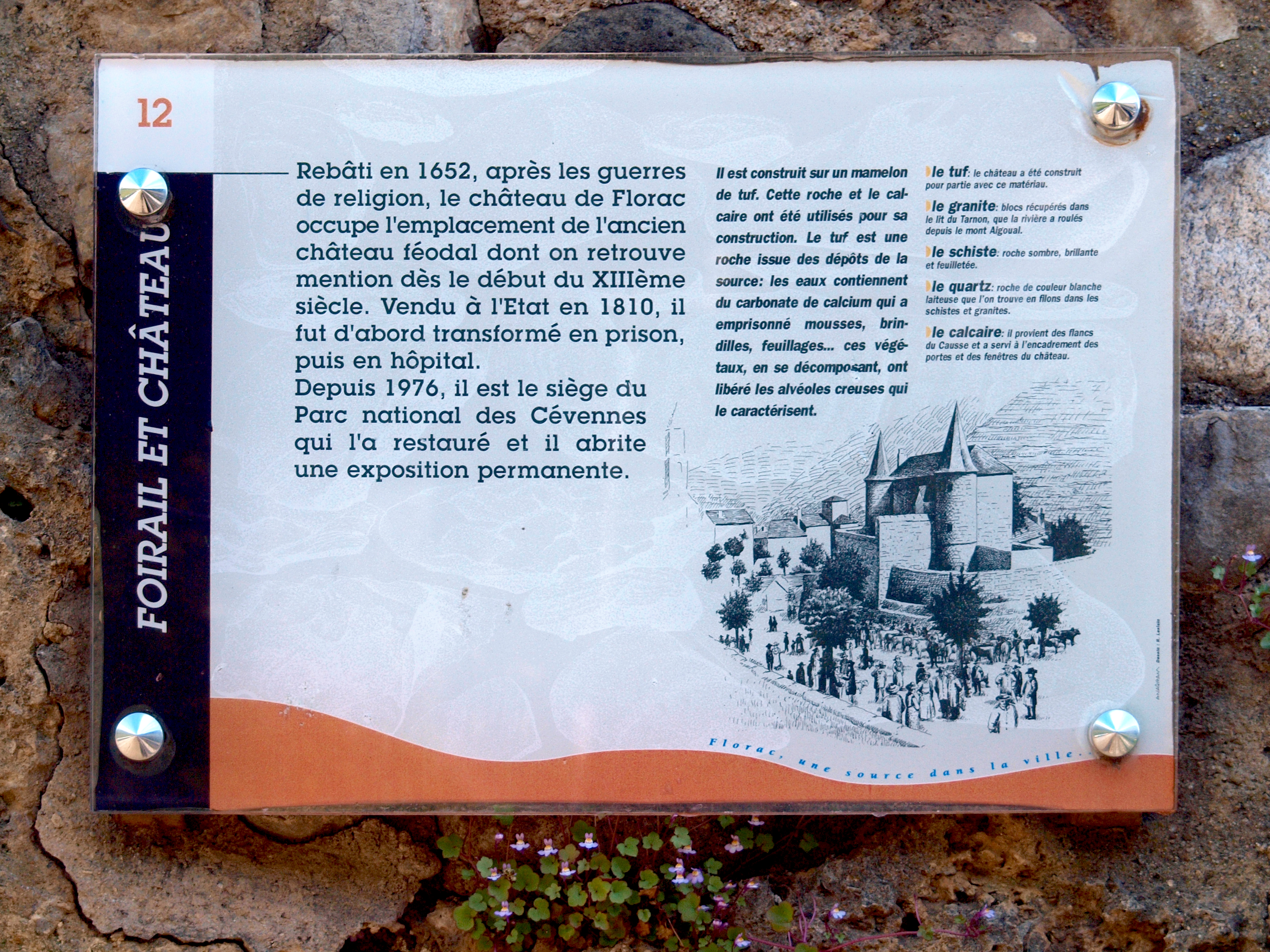
Panneau d'information.
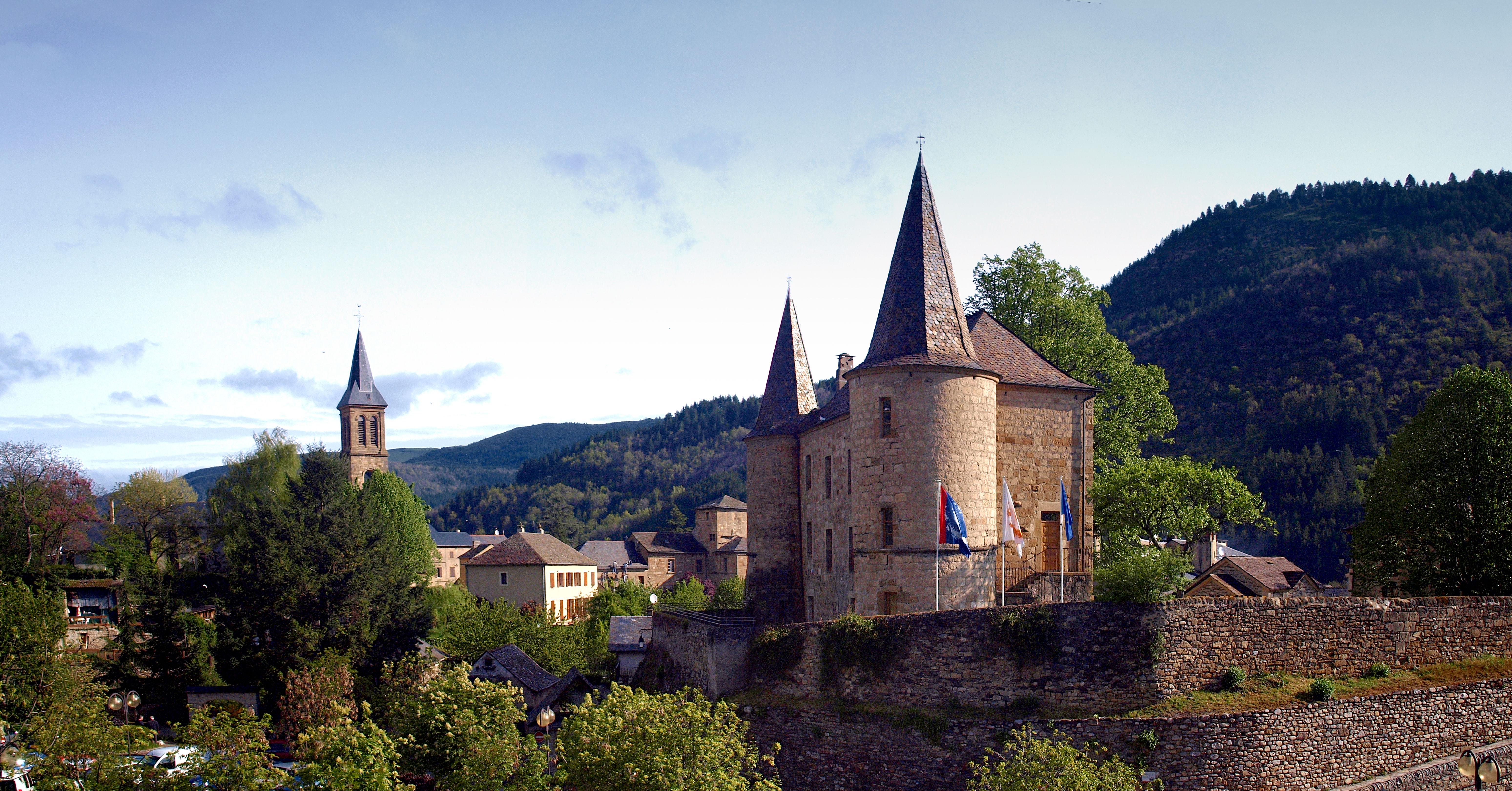
Panorama.
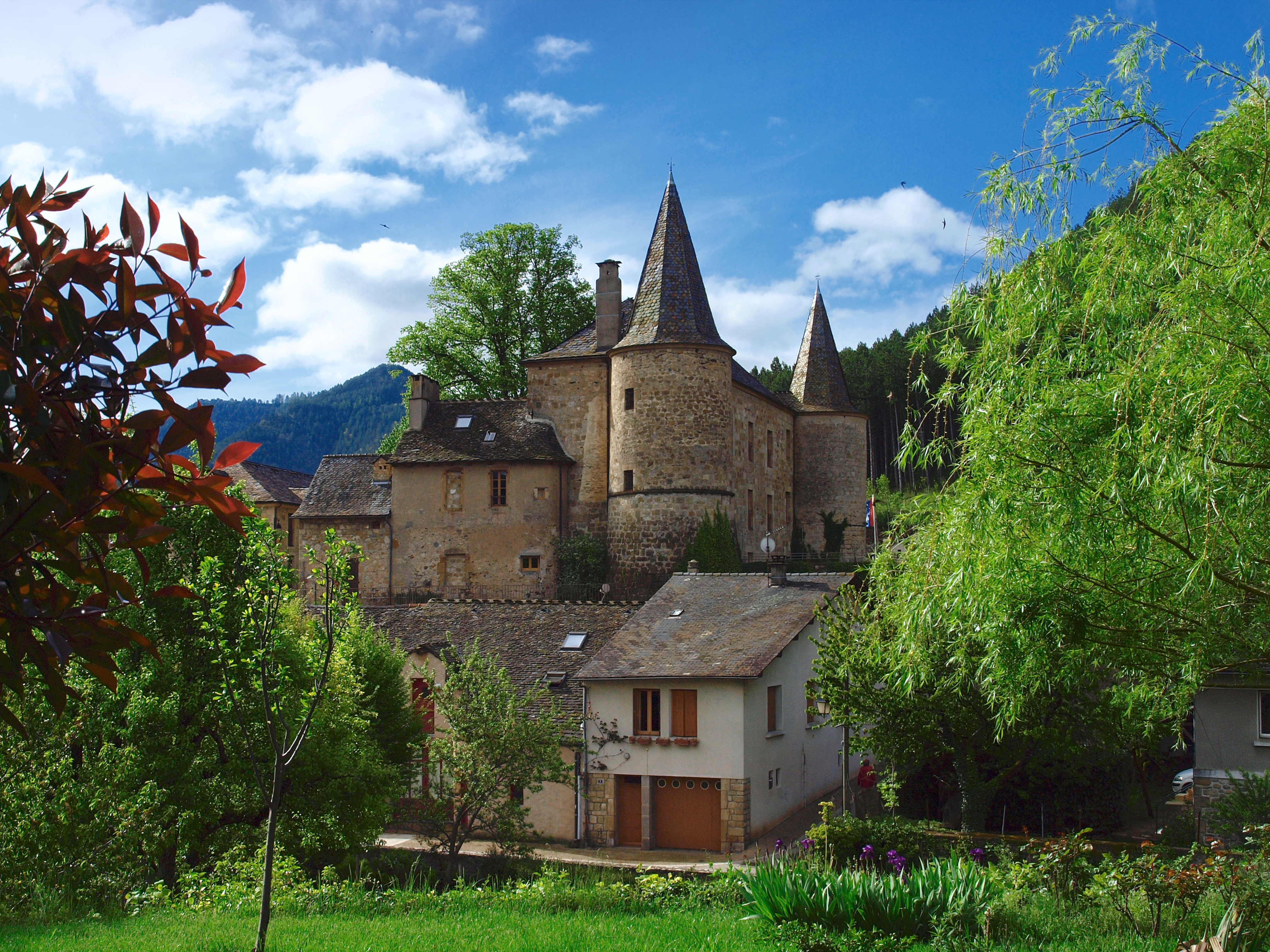
Vue du château.
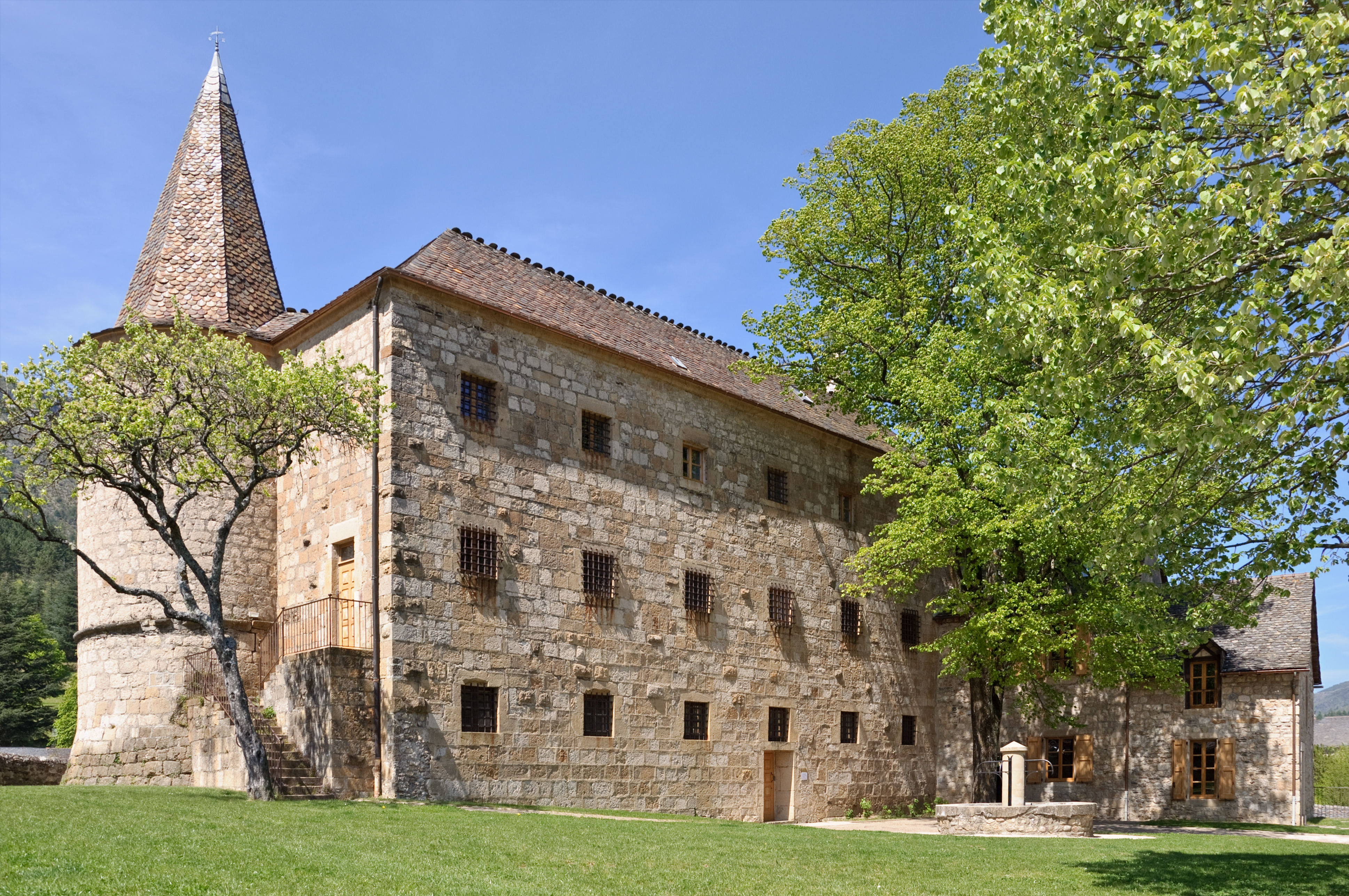
L'ancienne prison.